# Trixoscelis vanharteni
Trixoscelis vanharteni är en tvåvingeart som beskrevs av Woznica 2009. Trixoscelis vanharteni ingår i släktet Trixoscelis och familjen myllflugor. Inga underarter finns listade i Catalogue of Life.